# صفع

الرجال الذين يتعرضون للصفع

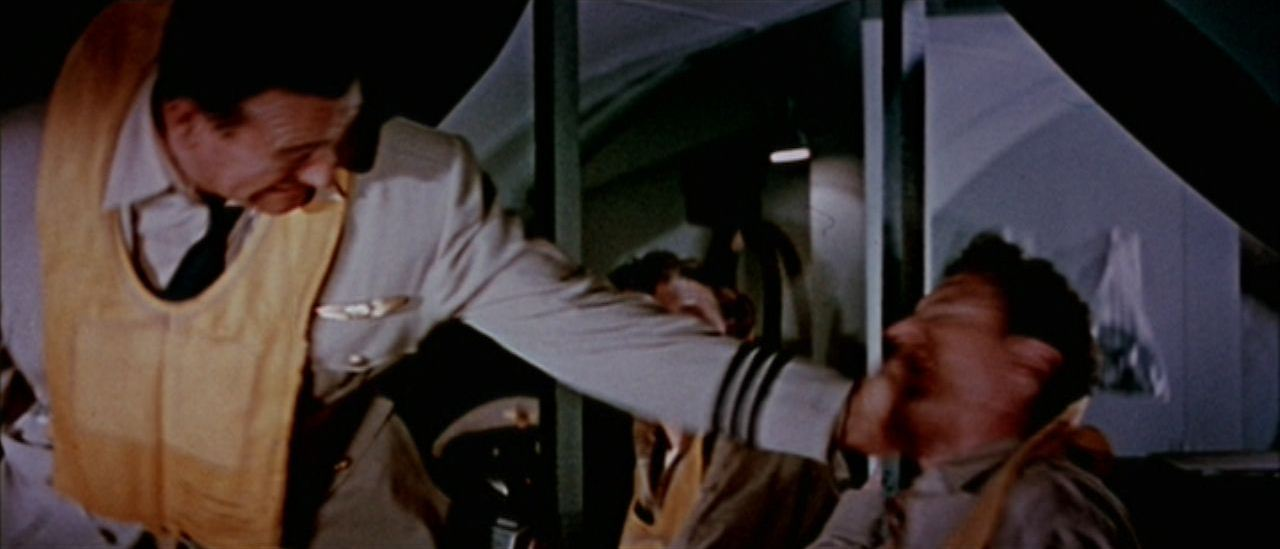
جون واين يصفع روبرت ستاك في فيلم السامي والقوي 1954.

يشير الصفع إلى ضرب الشخص براحة اليد.

## المصطلح الإنجليزي
تم تسجيل الكلمة بالإنجليزية (Slap) لأول مرة في عام 1632، ربما كشكل من أشكال المحاكاة الصوتية. تشترك في بدايتها الساكنة مع العديد من الكلمات الإنجليزية الأخرى المتعلقة بالعنف، مثل "slash" و "slay" و "slam". تم العثور على الكلمة في العديد من الكلمات العامية الإنجليزية.
في موسيقى الجاز وأنماط الموسيقى الأخرى، يشير المصطلح الإنجليزي إلى حركة سحب أوتار الآلة للخلف والسماح لها بضرب الآلة.

## الاستخدام والمعنى
غالبًا ما يكون الغرض من الصفعة هو الإذلال أكثر من الأذى. «الصفع على الوجه» هي مصطلح شائع يعود تاريخه إلى أواخر القرن التاسع عشر، وهذا يعني التوبيخ أو الرفض أو الإهانة.

## الجانب الثقافي
ينظر إلى الصفع بشكل مختلف من قبل الثقافات المختلفة. في العديد من البلدان، مثل أيسلندا، يُنظر إلى صفع الطفل على أنه شكل من أشكال الإيذاء الجسدي، وهو غير قانوني (انظر العقاب البدني للأطفال)، بينما في بلدان أخرى، مثل إنجلترا، ينظر إليه بعض الآباء فقط على أنه مسيء. وجدت دراسة هندية أجريت عام 1998 نسبة عالية من الموافقة على قيام الأزواج بصفع زوجاتهم، خاصة بين الأزواج من الطبقة المتوسطة.